# Eleições estaduais em Minas Gerais em 2002
As eleições estaduais em Minas Gerais aconteceram em 6 de outubro como parte das eleições gerais no Distrito Federal e em 26 estados. Foram eleitos o governador Aécio Neves, o vice-governador Clésio Andrade, os senadores Eduardo Azeredo e Hélio Costa, 53 deputados federais e 77 estaduais. Como o candidato a governador mais votado superou a metade mais um dos votos válidos, o pleito foi decidido em primeiro turno e conforme a Constituição a posse do governador e do vice-governador se daria em 1º de janeiro de 2003 para quatro anos de mandato já sob a égide da reeleição.
Natural de Belo Horizonte e diplomado em Economia na Pontifícia Universidade Católica de Minas Gerais em 1984, Aécio Neves fora antes oficial de gabinete no Conselho Administrativo de Defesa Econômica durante a gestão de Armando Falcão como ministro da Justiça no Governo Ernesto Geisel. Neto de Tancredo Neves, foi seu secretário particular quando o mesmo governou Minas Gerais e manteve o posto quando o avô foi eleito presidente da República em 1985. Internado na véspera da posse, Tancredo Neves faleceu em 21 de abril daquele ano e José Sarney foi efetivado como presidente. Logo depois, Aécio Neves assumiu o cargo de diretor de Loterias da Caixa Econômica Federal. Filho de Aécio Cunha, foi eleito deputado federal via PMDB em 1986 e participou da Assembleia Nacional Constituinte que elaborou a Constituição de 1988 sendo reeleito pelo PSDB em 1990. Voto favorável ao impeachment de Fernando Collor em 1992, renovou o mandato parlamentar em 1994 e 1998. Eleito presidente da Câmara dos Deputados em 2001, renunciou ao mandato após sua eleição como governador de Minas Gerais em 2002, vinte anos após a vitória de seu avô para o mesmo cargo.
Graduado em Administração na Pontifícia Universidade Católica de Minas Gerais, o empresário Clésio Andrade nasceu em Juatuba. Presidente do Conselho Fiscal da Cooperativa de Transportes Coletivos de Belo Horizonte entre 1977 e 1978, presidiu o Sindicato das Empresas de Transporte de Passageiros de Belo Horizonte por cinco anos a partir de 1983 e foi fundador da Associação Nacional das Empresas de Transportes Urbanos em 1987 comandando-a por seis anos. Fundador e presidente da Federação das Empresas de Transportes Rodoviários do Estado de Minas Gerais, preside a Confederação Nacional do Transporte desde 1993. Filiado ao PFL, perdeu a eleição como candidato a vice-governador na chapa de Eduardo Azeredo em 1998, mas foi eleito presidente estadual do partido e elegeu-se vice-governador ao lado de Aécio Neves em 2002.

## Resultado da eleição para governador
Segundo o Tribunal Superior Eleitoral houve 9.158.182 votos nominais (87,11%), 546.052 votos em branco (5,19%) e 809.848 votos nulos (7,70%) resultando no comparecimento de 10.514.082 eleitores.
| Candidatos a governador do estado | Candidatos a vice-governador | Número | Coligação                                                  | Votação   | Percentual |
| --------------------------------- | ---------------------------- | ------ | ---------------------------------------------------------- | --------- | ---------- |
| Aécio Neves PSDB                  | Clésio Andrade PFL           | 45     | Minas Unida (PSDB, PFL, PPB, PV, PSL, PTN, PAN, PRTB, PHS) | 5.282.043 | 57,68%     |
| Nilmário Miranda PT               | Danuza Bias Fortes PL        | 13     | Nilmário governador (PT, PL, PCdoB, PMN, PCB)              | 2.813.857 | 30,72%     |
| Newton Cardoso PMDB               | Maria Elvira Ferreira PMDB   | 15     | PMDB (sem coligação)                                       | 612.732   | 6,69%      |
| Margarida Vieira PSB              | Cláudio Maciel PSB           | 40     | PSB (sem coligação)                                        | 418.803   | 4,57%      |
| Carlos Filho PSTU                 | Vanessa Portugal PSTU        | 16     | PSTU (sem coligação)                                       | 18.265    | 0,20%      |
| Eustáquio Gomes de Faria PCO      | Gilson Ribeiro PCO           | 29     | PCO (sem coligação)                                        | 10.110    | 0,11%      |
| Marco Aurélio Carone PSDC         | José Vieira Lima PSDC        | 27     | PSDC (sem coligação)                                       | 2.372     | 0,03%      |
| Arnaldo José de Oliveira PSD      | Albano Felipe PSD            | 41     | PSD (sem coligação)                                        | zero      | zero       |
| Danilo Simões PTC                 | João Virgílio PTC            | 36     | PTC (sem coligação)                                        | zero      | zero       |

## Senadores eleitos

### Eduardo Azeredo
Natural de Belo Horizonte e graduado em Engenharia Mecânica na Pontifícia Universidade Católica de Minas Gerais em 1971 com extensão em Engenharia Econômica pela Fundação Dom Cabral, Eduardo Azeredo cursou Análise de Sistemas na IBM Brasil. Presidente da Companhia de Tecnologia da Informação do Estado de Minas Gerais nos governos Tancredo Neves e Hélio Garcia e também da Associação Brasileira de Empresas Estaduais de Processamento de Dados, assumiu a superintendência da DATAMEC em Minas Gerais. Filho de Renato Azeredo, ingressou no PSDB sendo eleito vice-prefeito da capital mineira na chapa de Pimenta da Veiga em 1988. Presidente da Empresa de Processamento de Dados de Belo Horizonte, assumiu a prefeitura quando o titular renunciou para disputar o governo mineiro em 1990. Eleito governador de Minas Gerais em 1994, foi derrotado por Itamar Franco ao tentar a reeleição em 1998, porém elegeu-se senador em 2002.

### Hélio Costa
Mineiro de Barbacena, o jornalista Hélio Costa iniciou sua carreira na atual Rádio Globo Barbacena AM e a seguir trabalhou em empresas dos Diários Associados como Diário da Tarde, Estado de Minas e TV Itacolomi além de emissoras como a Rádio Itatiaia e a Rádio Inconfidência até que, em 1967, venceu um concurso e foi trabalhar nos Estados Unidos como locutor da Voz da América. Graduado em Ciência e Artes pela Universidade de Maryland com cursos de correspondente internacional e produção de TV na Universidade Católica da América em Washington. Contratado pela Rede Globo em setembro de 1972, é lembrado por suas matérias no Fantástico e como apresentador da primeira versão do Linha Direta. Eleito deputado federal pelo PMDB em 1986, assinou a Carta Magna de 1988. Apoiou Fernando Collor na eleição presidencial de 1989 e após filiar-se ao PRN perdeu a eleição para o governo mineiro em 1990 e 1994 quando pertencia ao PP. Reeleito deputado federal via PFL em 1998, voltou ao PMDB e foi eleito senador em 2002, mandato do qual se licenciou em 2005 para exercer, durante cinco anos, o cargo de ministro das Comunicações no Governo Lula.

## Resultado da eleição para senador
Segundo o Tribunal Superior Eleitoral houve 5.532.216 votos nominais (52,62%), 1.846.420 votos em branco (17,56%) e 3.135.446 votos nulos (29,82%) resultando no comparecimento de 10.514.082 eleitores.
| Candidatos a senador da República | Candidatos a suplente de senador                             | Número | Coligação                                                  | Votação   | Percentual |
| --------------------------------- | ------------------------------------------------------------ | ------ | ---------------------------------------------------------- | --------- | ---------- |
| Eduardo Azeredo PSDB              | Luiz Guaritá Neto PSDB Luiz Márcio Santos PSDB               | 456    | Minas Unida (PSDB, PFL, PPB, PV, PSL, PTN, PAN, PRTB, PHS) | 4.157.721 | 25,89%     |
| Hélio Costa PMDB                  | Wellington Salgado PMDB Carlos Fioravanti PMDB               | 150    | PMDB (sem coligação)                                       | 3.569.376 | 22,23%     |
| Tilden Santiago PT                | Josemar da Silva PMN Edson Melgaço PL                        | 131    | Nilmário governador (PT, PL, PCdoB, PMN, PCB)              | 3.301.171 | 20,56%     |
| Zezé Perrella PFL                 | Virgílio Galassi PFL José Bonifácio Filho PFL                | 256    | Minas Unida (PSDB, PFL, PPB, PV, PSL, PTN, PAN, PRTB, PHS) | 2.945.103 | 18,34%     |
| Mário de Oliveira PST             | Antônio Faria de Alcântara PST Antônio Augusto de Faria PST  | 181    | PST (sem coligação)                                        | 705.777   | 4,40%      |
| Sebastião Quintão PSB             | Maria das Dores Manoel PSB Antônio Couto de Andrade PSB      | 401    | PSB (sem coligação)                                        | 622.822   | 3,88%      |
| Israel Pinheiro Filho PDT         | José Barreto Miranda PTB Sérgio Ferreira de Castro PTB       | 123    | Frente Trabalhista (PPS, PDT, PTB)                         | 287.923   | 1,79%      |
| Soraya Menezes PSTU               | Joana d’Arc Gomes PSTU Mário Lúcio Alves PSTU                | 161    | PSTU (sem coligação)                                       | 157.770   | 0,98%      |
| Negra Ângela Peres PCO            | Terezinha Alves de Oliveira PCO Raimunda Cordeiro PCO        | 299    | PCO (sem coligação)                                        | 154.259   | 0,96%      |
| Marcos Sant'Anna PPS              | Paulo Heslander PPS Mozart Máximo Filho PPS                  | 233    | Frente Trabalhista (PPS, PDT, PTB)                         | 95.509    | 0,60%      |
| Amós Lopes PSTU                   | José João Silva PSTU Horoni Martins Rosa PSTU                | 162    | PSTU (sem coligação)                                       | 35.305    | 0,22%      |
| Cassiano Ricardo PTC              | Natanael Costa PTC Adilson da Silva PTC                      | 362    | PTC (sem coligação)                                        | 11.543    | 0,07%      |
| Tibé Resende PRP                  | Ana Maria Coutinho Gomes PRP Leonídio Manoel Filho PRP       | 441    | PRP (sem coligação)                                        | 7.234     | 0,05%      |
| Camilo dos Santos PSD             | Toninho dos Santos PSD Basílio Amorim PSD                    | 413    | PSD (sem coligação)                                        | 3.920     | 0,02%      |
| Ângelo Elmo de Melo PTC           | Cecília Regina Bruno Costa PTC Maria Heloísa Bruno Costa PTC | 361    | PTC (sem coligação)                                        | 2.408     | 0,01%      |
| Rodrigo Paiva PL                  | Weder Reis Braz PL Leandro Paiva PL                          | 221    | Nilmário governador (PT, PL, PCdoB, PMN, PCB)              | zero      | zero       |

## Deputados federais eleitos
São relacionados os candidatos eleitos com informações complementares da Câmara dos Deputados.

Representação eleita
  PT: 11
  PSDB: 8
  PFL: 7
  PMDB: 6
  PPB: 4
  PL: 4
  PPS: 3
  PST: 2
  PTB: 2
  PDT: 2
  PSL: 1
  PCdoB: 1
  PSB: 1
  PV: 1

Fonteː
| Deputados federais eleitos  | Partido | Votação | Percentual | Cidade onde nasceu       | Unidade federativa |
| Patrus Ananias              | PT      | 520.046 | 5,41%      | Bocaiuva                 | Minas Gerais       |
| Virgílio Guimarães          | PT      | 217.092 | 2,26%      | Belo Horizonte           | Minas Gerais       |
| Eliseu Resende              | PFL     | 212.908 | 2,22%      | Oliveira                 | Minas Gerais       |
| Vittorio Medioli            | PSDB    | 197.586 | 2,06%      | Parma                    | Itália             |
| Maria do Carmo Lara         | PT      | 167.526 | 1,74%      | Esmeraldas               | Minas Gerais       |
| Danilo de Castro            | PSDB    | 156.840 | 1,63%      | Viçosa                   | Minas Gerais       |
| Carlos Melles               | PFL     | 152.106 | 1,58%      | São Sebastião do Paraíso | Minas Gerais       |
| Marcio Reinaldo Moreira     | PPB     | 147.192 | 1,53%      | Sete Lagoas              | Minas Gerais       |
| Narcio Rodrigues            | PSDB    | 141.469 | 1,47%      | Frutal                   | Minas Gerais       |
| Paulo Delgado               | PT      | 132.137 | 1,38%      | Lima Duarte              | Minas Gerais       |
| Bonifácio de Andrada        | PSDB    | 129.811 | 1,35%      | Barbacena                | Minas Gerais       |
| Eduardo Barbosa             | PSDB    | 126.285 | 1,31%      | Pará de Minas            | Minas Gerais       |
| Lincoln Portela             | PSL     | 124.841 | 1,30%      | Belo Horizonte           | Minas Gerais       |
| Odelmo Leão                 | PPB     | 123.026 | 1,28%      | Uberaba                  | Minas Gerais       |
| Cabo Júlio                  | PST     | 116.506 | 1,21%      | Belo Horizonte           | Minas Gerais       |
| Fernando Diniz              | PMDB    | 115.480 | 1,20%      | Belo Horizonte           | Minas Gerais       |
| Carlos William              | PST     | 111.572 | 1,16%      | Belo Horizonte           | Minas Gerais       |
| Gilmar Machado              | PT      | 109.722 | 1,14%      | Cascalho Rico            | Minas Gerais       |
| Mauro Lopes                 | PMDB    | 108.193 | 1,13%      | Entre Folhas             | Minas Gerais       |
| Marcelo Siqueira            | PMDB    | 103.354 | 1,08%      | Juiz de Fora             | Minas Gerais       |
| Anderson Adauto             | PL      | 100.838 | 1,05%      | Sacramento               | Minas Gerais       |
| Rafael Guerra               | PSDB    | 100.594 | 1,05%      | Belo Horizonte           | Minas Gerais       |
| Osmânio Pereira             | PSDB    | 100.252 | 1,04%      | Pedra Azul               | Minas Gerais       |
| João Magno                  | PT      | 99.976  | 1,04%      | São Geraldo da Piedade   | Minas Gerais       |
| Jaime Martins Filho         | PFL     | 99.685  | 1,04%      | Nova Serrana             | Minas Gerais       |
| Custódio Mattos             | PSDB    | 98.901  | 1,03%      | Bicas                    | Minas Gerais       |
| Roberto Brant               | PFL     | 96.769  | 1,01%      | Belo Horizonte           | Minas Gerais       |
| Ivo José                    | PT      | 92.673  | 0,96%      | Açucena                  | Minas Gerais       |
| Silas Brasileiro            | PMDB    | 89.882  | 0,94%      | Patrocínio               | Minas Gerais       |
| Lael Varela                 | PFL     | 87.328  | 0,91%      | Muriaé                   | Minas Gerais       |
| João Magalhães              | PMDB    | 84.454  | 0,88%      | Matipó                   | Minas Gerais       |
| Saraiva Felipe              | PMDB    | 82.070  | 0,85%      | Belo Horizonte           | Minas Gerais       |
| Herculano Anghinetti        | PPB     | 79.515  | 0,83%      | Belo Horizonte           | Minas Gerais       |
| José Santana de Vasconcelos | PFL     | 78.588  | 0,82%      | Alvinópolis              | Minas Gerais       |
| Sérgio Miranda              | PCdoB   | 78.287  | 0,81%      | Belém                    | Pará               |
| Romeu Queiroz               | PTB     | 76.867  | 0,80%      | Patrocínio               | Minas Gerais       |
| Edmar Moreira               | PPB     | 76.092  | 0,79%      | São João Nepomuceno      | Minas Gerais       |
| Aracely de Paula            | PFL     | 74.921  | 0,78%      | Ibiá                     | Minas Gerais       |
| Ronaldo Vasconcelos         | PL      | 72.255  | 0,75%      | Ponte Nova               | Minas Gerais       |
| Mário Assad Júnior          | PL      | 72.075  | 0,75%      | Manhuaçu                 | Minas Gerais       |
| João Paulo Gomes da Silva   | PL      | 71.197  | 0,74%      | Raposos                  | Minas Gerais       |
| Mário Heringer              | PDT     | 68.134  | 0,71%      | Manhumirim               | Minas Gerais       |
| Isaías Silvestre            | PSB     | 68.058  | 0,71%      | Belo Horizonte           | Minas Gerais       |
| Júlio Delgado               | PPS     | 67.681  | 0,70%      | Juiz de Fora             | Minas Gerais       |
| Reginaldo Lopes             | PT      | 64.204  | 0,67%      | Bom Sucesso              | Minas Gerais       |
| Geraldo Tadeu               | PPS     | 61.277  | 0,64%      | Jacuí                    | Minas Gerais       |
| José Militão                | PTB     | 58.954  | 0,61%      | Ibiraci                  | Minas Gerais       |
| Francisco Gonçalves         | PDT     | 49.652  | 0,52%      | Pedro Leopoldo           | Minas Gerais       |
| Athos Avelino               | PPS     | 44.369  | 0,46%      | Montes Claros            | Minas Gerais       |
| Odair Cunha                 | PT      | 34.846  | 0,36%      | Piedade                  | São Paulo          |
| Leonardo Monteiro           | PT      | 30.646  | 0,32%      | Governador Valadares     | Minas Gerais       |
| César Medeiros              | PT      | 29.459  | 0,31%      | Ressaquinha              | Minas Gerais       |
| Leonardo Matos              | PV      | 26.173  | 0,27%      | Belo Horizonte           | Minas Gerais       |

## Deputados estaduais eleitos
Foram escolhidos 77 deputados estaduais para a Assembleia Legislativa de Minas Gerais.

Representação eleita
  PT: 15
  PSDB: 13
  PMDB: 8
  PL: 7
  PPB: 5
  PDT: 5
  PFL: 5
  PTB: 5
  PSB: 4
  PSD: 2
  PST: 2
  PRTB: 2
  PPS: 2
  PCdoB: 1
  PV: 1

Fonteː
| Deputados estaduais eleitos | Partido | Votação | Percentual | Cidade onde nasceu       | Unidade federativa |
| João Leite                  | PSB     | 132.954 | 1,39%      | Belo Horizonte           | Minas Gerais       |
| Durval Andrade              | PT      | 89.326  | 0,93%      | Baixo Guandu             | Espírito Santo     |
| Dimas Fabiano               | PPB     | 79.407  | 0,83%      | Macaé                    | Rio de Janeiro     |
| Sargento Rodrigues          | PDT     | 78.783  | 0,82%      | Medeiros Neto            | Bahia              |
| Toninho Andrada             | PSDB    | 75.947  | 0,79%      | Rio de Janeiro           | Rio de Janeiro     |
| Roberto Carvalho            | PT      | 75.868  | 0,79%      | Ubá                      | Minas Gerais       |
| Rogério Correia             | PT      | 75.655  | 0,79%      | Belo Horizonte           | Minas Gerais       |
| Gil Pereira                 | PPB     | 74.502  | 0,78%      | Montes Claros            | Minas Gerais       |
| Ana Maria                   | PSDB    | 73.431  | 0,77%      | Belo Horizonte           | Minas Gerais       |
| Djalma Diniz                | PSDB    | 72.831  | 0,76%      | Linhares                 | Espírito Santo     |
| Antônio Genaro              | PSD     | 71.319  | 0,75%      | Guaimbê                  | São Paulo          |
| José Henrique               | PMDB    | 71.032  | 0,74%      | Abre Campo               | Minas Gerais       |
| Alberto Bejani              | PFL     | 69.310  | 0,72%      | São Gonçalo              | Rio de Janeiro     |
| Weliton Prado               | PT      | 69.252  | 0,72%      | Uberlândia               | Minas Gerais       |
| Pinduca Ferreira            | PMDB    | 68.954  | 0,72%      | Araçuaí                  | Minas Gerais       |
| Gilberto Abramo             | PMDB    | 68.723  | 0,72%      | Porto Ferreira           | São Paulo          |
| Arlen Santiago              | PTB     | 67.470  | 0,71%      | Montes Claros            | Minas Gerais       |
| Dinis Pinheiro              | PL      | 67.136  | 0,70%      | Ibirité                  | Minas Gerais       |
| Luiz Fernando Faria         | PPB     | 65.451  | 0,68%      | Santos Dumont            | Minas Gerais       |
| Vanessa Lucas               | PSDB    | 64.601  | 0,68%      |                          |                    |
| George Hilton               | PL      | 64.512  | 0,67%      | Alagoinhas               | Bahia              |
| José Bonifácio Mourão       | PMDB    | 62.778  | 0,66%      | Sabinópolis              | Minas Gerais       |
| Olavo Bilac Pinto Neto      | PFL     | 61.560  | 0,64%      | Rio de Janeiro           | Rio de Janeiro     |
| Antônio Andrade             | PMDB    | 61.546  | 0,64%      | Patos de Minas           | Minas Gerais       |
| Leonardo Quintão            | PSB     | 60.528  | 0,63%      | Taguatinga               | Distrito Federal   |
| Luiz Humberto Carneiro      | PSDB    | 60.019  | 0,63%      | Uberlândia               | Minas Gerais       |
| Alberto Pinto Coelho        | PPB     | 58.333  | 0,61%      | Rio Verde                | Goiás              |
| Jô Moraes                   | PCdoB   | 58.153  | 0,61%      | Cabedelo                 | Paraíba            |
| Dalmo Ribeiro Silva         | PPB     | 57.739  | 0,60%      | Ouro Fino                | Minas Gerais       |
| Maria Olívia                | PSDB    | 57.042  | 0,60%      | Lagoa da Prata           | Minas Gerais       |
| André Quintão               | PT      | 54.972  | 0,57%      | Belo Horizonte           | Minas Gerais       |
| Lúcia Pacífico              | PTB     | 54.673  | 0,57%      | São Gotardo              | Minas Gerais       |
| Elbe Brandão                | PSDB    | 54.347  | 0,57%      | Montes Claros            | Minas Gerais       |
| João Bittar                 | PTB     | 54.229  | 0,57%      | Ituiutaba                | Minas Gerais       |
| Ermano Batista              | PSDB    | 54.090  | 0,57%      | Aimorés                  | Minas Gerais       |
| Agostinho Patrus            | PTB     | 52.822  | 0,55%      | Belo Horizonte           | Minas Gerais       |
| Paulo Piau                  | PFL     | 52.786  | 0,55%      | Patos de Minas           | Minas Gerais       |
| Fahim Miguel Sawan          | PSDB    | 52.364  | 0,55%      | Miguelópolis             | São Paulo          |
| Cecília Ferramenta          | PT      | 51.715  | 0,54%      | Bom Despacho             | Minas Gerais       |
| Roberto Ramos               | PST     | 51.358  | 0,54%      | José Raydan              | Minas Gerais       |
| Adelmo Carneiro Leão        | PT      | 50.695  | 0,53%      | Itapagipe                | Minas Gerais       |
| Chico Rafael                | PSB     | 50.237  | 0,53%      |                          |                    |
| Rêmolo Aloise               | PFL     | 50.074  | 0,52%      | São Sebastião do Paraíso | Minas Gerais       |
| Navarro Vieira Filho        | PFL     | 50.073  | 0,52%      | Botelhos                 | Minas Gerais       |
| Sebastião Helvécio          | PDT     | 50.008  | 0,52%      | Juiz de Fora             | Minas Gerais       |
| Mauri Torres                | PSDB    | 49.987  | 0,52%      | Guararema                | São Paulo          |
| João Carlos Siqueira        | PT      | 47.243  | 0,49%      | Urucânia                 | Minas Gerais       |
| Carlos Pimenta              | PDT     | 46.227  | 0,48%      | Belo Horizonte           | Minas Gerais       |
| Domingos Sávio              | PSDB    | 46.056  | 0,48%      | São Tiago                | Minas Gerais       |
| Adalclever Lopes            | PSDB    | 45.726  | 0,48%      | Belo Horizonte           | Minas Gerais       |
| Marília Campos              | PT      | 45.625  | 0,48%      |                          |                    |
| Antônio Júlio               | PMDB    | 45.152  | 0,47%      | Pará de Minas            | Minas Gerais       |
| Marcelo Gonçalves           | PDT     | 45.022  | 0,47%      |                          |                    |
| Ivair Nogueira              | PMDB    | 44.381  | 0,46%      | Betim                    | Minas Gerais       |
| José Alves Viana            | PMDB    | 44.296  | 0,46%      | Água Branca              | Alagoas            |
| Maria José Haueisen         | PT      | 44.093  | 0,46%      | Teófilo Otoni            | Minas Gerais       |
| Leonardo Moreira            | PL      | 42.726  | 0,45%      | Juiz de Fora             | Minas Gerais       |
| Márcio Passos               | PDT     | 42.509  | 0,44%      |                          |                    |
| José Milton                 | PL      | 42.337  | 0,44%      |                          |                    |
| Gabriel dos Santos Rocha    | PT      | 42.204  | 0,44%      |                          |                    |
| Dilzon Melo                 | PTB     | 41.127  | 0,43%      | Capitólio                | Minas Gerais       |
| Fábio Avelar                | PSDB    | 40.429  | 0,42%      | Lagoa Santa              | Minas Gerais       |
| Laudelino Azevedo           | PT      | 40.429  | 0,42%      | Caxambu                  | Minas Gerais       |
| Jayro Lessa                 | PL      | 38.313  | 0,40%      | Governador Valadares     | Minas Gerais       |
| Ricardo Duarte              | PT      | 37.957  | 0,40%      |                          |                    |
| Célio Moreira               | PL      | 37.055  | 0,39%      | Belo Horizonte           | Minas Gerais       |
| Chico Simões                | PT      | 36.554  | 0,38%      | Dom Joaquim              | Minas Gerais       |
| Miguel Martini              | PSB     | 36.453  | 0,38%      | Colatina                 | Espírito Santo     |
| Maria Tereza Lara           | PT      | 35.647  | 0,37%      | Esmeraldas               | Minas Gerais       |
| Sidney Antônio de Sousa     | PL      | 34.962  | 0,37%      |                          |                    |
| Gustavo Valadares           | PRTB    | 34.186  | 0,36%      | Belo Horizonte           | Minas Gerais       |
| Leonídio Bouças             | PST     | 33.997  | 0,36%      | Pompéu                   | Minas Gerais       |
| Wanderley Ávila             | PPS     | 31.988  | 0,33%      | Joaquim Felício          | Minas Gerais       |
| Neider Moreira              | PPS     | 29.705  | 0,31%      | Itaúna                   | Minas Gerais       |
| Irani Barbosa               | PSD     | 26.760  | 0,28%      | Belo Horizonte           | Minas Gerais       |
| Paulo César de Freitas      | PRTB    | 26.279  | 0,27%      | Nova Serrana             | Minas Gerais       |
| Ronaldo João da Silva       | PV      | 21.350  | 0,22%      | Sete Lagoas              | Minas Gerais       |

## Pesquisas

### Governador
| Data           | Instituto                 | Aécio Neves (PSDB) | Nilmário Miranda (PT) | Newton Cardoso (PMDB) | Margarida Vieira (PSB) | Carlos Filho (PSTU) | Eustáquio Faria (PCO) | Marco Aurélio Carone (PSDC) | Arnaldo Oliveira (PSD) | Danilo Simões (PTC) | Brancos e Nulos | Indecisos |
| -------------- | ------------------------- | ------------------ | --------------------- | --------------------- | ---------------------- | ------------------- | --------------------- | --------------------------- | ---------------------- | ------------------- | --------------- | --------- |
| 16/08/2002 [a] | Datafolha                 | 38%                | 4%                    | 20%                   | 3%                     | 1%                  | 1%                    | 2%                          | 1%                     | 1%                  | 10%             | 19%       |
| 26/08/2002 [b] | Ibope                     | 42%                | 4%                    | 16%                   | 1%                     | 0%                  | 0%                    | 1%                          | 1%                     | 0%                  | 7%              | 28%       |
| 01/09/2002 [c] | Sensus                    | 48,4%              | 8,1%                  | 16,6%                 | 1,7%                   | 0,6%                | 0,6%                  | 0,9%                        | 0,8%                   | 0,7%                | 21,6%           | -         |
| 09/09/2002 [d] | Datafolha                 | 50%                | 10%                   | 15%                   | 3%                     | 0%                  | 0%                    | 1%                          | 1%                     | 1%                  | 6%              | 13%       |
| 15/09/2002 [e] | Sensus                    | 53,8%              | 12,1%                 | 12,9%                 | 1,3%                   | 0,7%                | 0,5%                  | 0,5%                        | 0,5%                   | 0,5%                | 17,4%           | -         |
| 22/09/2002 [e] | Sensus                    | 54,9%              | 11,9%                 | 14%                   | 0,2%                   | 0,3%                | 1,2%                  | 0,4%                        | 0,4%                   | 0,2%                | 15,9%           | -         |
| 27/09/2002 [f] | Datafolha                 | 55%                | 12%                   | 13%                   | 2%                     | 0%                  | 0%                    | 1%                          | 0%                     | 0%                  | 6%              | 11%       |
| 02/10/2002 [g] | Datafolha                 | 55%                | 15%                   | 11%                   | 3%                     | 1%                  | 1%                    | 1%                          | 0%                     | 1%                  | 4%              | 9%        |
| 05/10/2002 [h] | Datafolha                 | 53%                | 17%                   | 12%                   | 3%                     | 0%                  | 0%                    | 1%                          | 0%                     | 0%                  | 6%              | 8%        |
| 05/10/2002 [i] | Datafolha – Votos Válidos | 61%                | 20%                   | 14%                   | 4%                     | 0%                  | 0%                    | 1%                          | 0%                     | 0%                  | -               | -         |

### Senador
| Data           | Instituto | Eduardo Azeredo (PSDB) | Hélio Costa (PMDB) | Zezé Perrella (PFL) | Tilden Santiago (PT) | Mário de Oliveira (PST) | Sebastião Quintão (PSB) | Israel Pinheiro Filho (PDT) | Brancos e Nulos | Indecisos |
| -------------- | --------- | ---------------------- | ------------------ | ------------------- | -------------------- | ----------------------- | ----------------------- | --------------------------- | --------------- | --------- |
| 09/09/2002 [a] | Datafolha | 39%                    | 40%                | 14%                 | 4%                   | 4%                      | 3%                      | 4%                          | 5%              | 18%       |
| 15/09/2002 [b] | Sensus    | 44,3%                  | 37,7%              | 24,7%               | 15,5%                | 3,1%                    | 2,5%                    | 4,1%                        | 5%              | 18%       |
| 27/09/2002 [c] | Datafolha | 39%                    | 40%                | 28%                 | 17%                  | 4%                      | 3%                      | 3%                          | 14%             | 30%       |
| 02/10/2002 [d] | Datafolha | 40%                    | 37%                | 29%                 | 20%                  | 5%                      | 4%                      | 3%                          | 14%             | 30%       |
| 05/10/2002 [e] | Datafolha | 39%                    | 36%                | 29%                 | 22%                  | 6%                      | 4%                      | 2%                          | -               | -         |

a  – Amós Lopes (PSTU), Camilo dos Santos (PSD), Cassiano Ricardo (PTC) e Edwaldo Sérgio (PSDC) pontuaram apenas 1%. Angelo Elmo de Melo (PTC), Negra Ângela (PCO), Rodrigo Paiva (PL), Soraya Menezes (PSTU) e Tibé Resende (PRP) não pontuaram.
b  – Rodrigo Paiva (PL) alcançou 2,3%. Edwaldo Sérgio (PSDC) e Negra Ângela (PCO) pontuaram 1,3%. Soraya Menezes (PSTU) pontuou 1%. Amós Lopes (PSTU), Angelo Elmo de Melo (PTC), Camilo dos Santos (PSD), Cassiano Ricardo (PTC) e Tibé Resende (PRP) pontuaram menos de 1%.
c  - Negra Ângela (PCO) pontuou 2%. Camilo dos Santos (PSD), Cassiano Ricardo (PTC), Edwaldo Sérgio (PSDC) e Rodrigo Paiva (PL) pontuaram apenas 1%. Amós Lopes (PSTU), Angelo Elmo de Melo (PTC), Soraya Menezes (PSTU) e Tibé Resende (PRP) não pontuaram.
d  - Negra Ângela (PCO) pontuou 2%. Camilo dos Santos (PSD), Edwaldo Sérgio (PSDC), Rodrigo Paiva (PL) e Soraya Menezes (PSTU) pontuaram apenas 1%. Amós Lopes (PSTU), Angelo Elmo de Melo (PTC), Cassiano Ricardo (PTC) e Tibé Resende (PRP) não pontuaram.
e  - Camilo dos Santos (PSD), Negra Ângela (PCO), Rodrigo Paiva (PL) e Soraya Menezes (PSTU) pontuaram apenas 1%. Amós Lopes (PSTU), Angelo Elmo de Melo (PTC), Cassiano Ricardo (PTC), Edwaldo Sérgio (PSDC) e Tibé Resende (PRP) não pontuaram.